# شمیدتا
شمیدتا (به لاتین: Shmidta) یک منطقهٔ مسکونی در روسیه است که در سرزمین آلتای واقع شده‌است.